# Tomomi Manako
Tomomi Manako (眞子 智実, Manako Tomomi), né le 16 septembre 1972 dans la Préfecture de Saga au Japon, est un pilote de moto (125 cm3).

## Carrière en Grand Prix moto

### Par catégorie
| Cat.    | Année     | 1er GP   | 1er Podium | 1re Victoire | Courses | Victoires | Podiums | Pole | M.tours¹ | Points | Titres |
| ------- | --------- | -------- | ---------- | ------------ | ------- | --------- | ------- | ---- | -------- | ------ | ------ |
| 125 cm3 | 1994-1998 | GER 1994 | GER 1994   | CAT 1996     | 60      | 6         | 23      | 0    | 7        | 700    | 0      |
| 250 cm3 | 1999      | RSA 2004 |            |              | 16      | 0         | 0       | 0    | 0        | 52     | 0      |
| Total   | 1994-1999 |          |            |              | 76      | 6         | 23      | 0    | 7        | 752    | 0      |